# Selecció de futbol de Samoa Nord-americana
La selecció de futbol de Samoa Nord-americana és l'equip representatiu d'aquest grup d'illes en les competicions oficials. La seua organització està a càrrec de l'Associació de Futbol de Samoa Occidental, pertanyent a l'OFC.
Aquesta selecció té el trist rècord de ser la selecció que ha rebut més gols en un sol partit (31, per part d'Austràlia). Mai ha guanyat un partit internacional contra un equip de la FIFA. Tècnicament és una de les pitjors seleccions al situar-se sempre dalt dels 190 en la classificació mundial de la FIFA.

## Resultats

### Copa del Món
- 1930 a 1998 — No participà
- 2002 a 2014 — No es classificà

### Copa de Nacions
- 1973 a 1980 — No participà
- 1996 a 2012 — No es classificà

### Jocs del Pacífic
- 1963 a 1979 — No participà
- 1983 — Primera fase
- 1987 — Sisè lloc
- 1991 a 2003 — No participà
- 2007 — Primera fase
- 2011 — Primera fase

### Copa de Polinèsia
- 1994 — Quart lloc
- 1998 — Cinquè lloc
- 2000 — Cinquè lloc

## Jugadors més destacats
- Nicky Salapu
- Ramin Ott
- Adrian Mendez